# 阿奎拉諾斯山脈

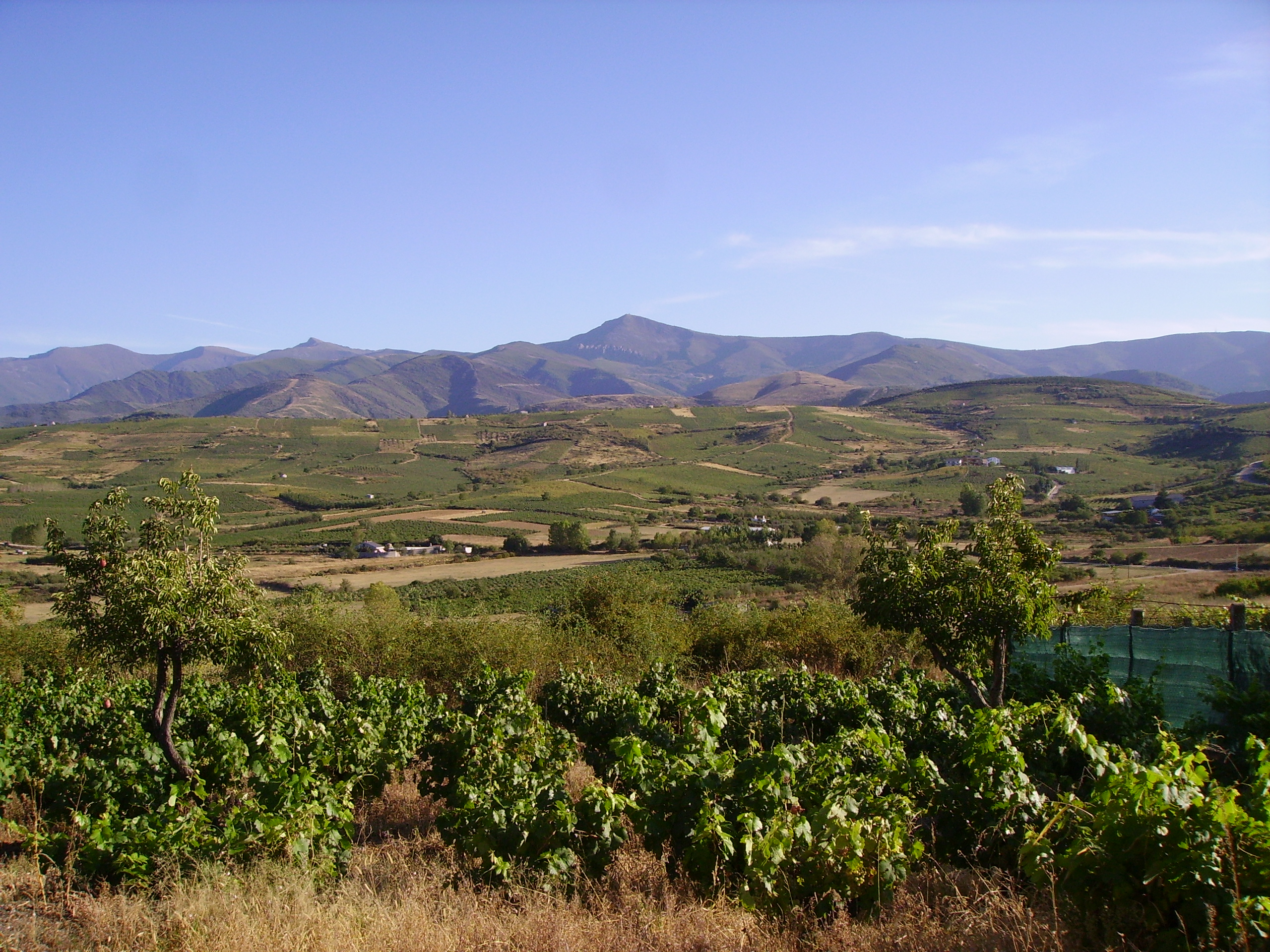

42°27′N 6°40′W / 42.450°N 6.667°W
阿奎拉諾斯山脈（西班牙語：Montes Aquilanos），是西班牙的山脈，位於該國北部卡斯蒂利亞-萊昂的萊昂省，屬於萊昂山脈的一部分，該山脈海拔高度約2,000米。